# N-Acetilgalactosamina
A N-acetilgalactosamina é um aminoaçúcar derivado da galactose, caracterizado pela presença de um grupo acetil ligado ao nitrogênio do carbono 2. Essa modificação química confere à molécula propriedades únicas que a tornam fundamental na composição de glicoproteínas e glicoconjugados, desempenhando papéis cruciais em processos biológicos como reconhecimento celular, sinalização e proteção das superfícies epiteliais. Amplamente distribuída em organismos animais, a N-acetilgalactosamina é essencial para a manutenção da integridade e comunicação celular.

## Estrutura
A estrutura química da N-acetilgalactosamina consiste em uma hexosamina, um açúcar de seis carbonos que deriva da galactose pela substituição do grupo hidroxila no carbono 2 por um grupo amino acetilado. Essa modificação altera a polaridade e a reatividade da molécula, conferindo-lhe maior estabilidade química e capacidade de interagir especificamente com proteínas e outras biomoléculas. Em solução aquosa, a molécula pode existir em formas cíclicas e lineares, sendo a forma de anel furanose a predominante, na qual quatro carbonos e um oxigênio formam um ciclo estável.
O grupo acetil ligado ao nitrogênio do carbono 2 distingue a N-acetilgalactosamina de outros aminoaçúcares, como a N-acetilglucosamina, e é fundamental para sua incorporação em glicoconjugados. A conformação espacial da molécula, definida pela posição dos grupos hidroxila e do grupo acetil, influencia sua afinidade por receptores celulares e enzimas, determinando sua função biológica e interações moleculares.
A N-acetilgalactosamina está presente em glicoproteínas, principalmente nas mucinas, onde atua como componente estrutural que contribui para a formação de barreiras protetoras em superfícies mucosas. Essas glicoproteínas revestem órgãos e tecidos, desempenhando funções como lubrificação, proteção contra patógenos e modulação da resposta imune, além de facilitarem o reconhecimento celular e a mediação das interações entre células e a matriz extracelular.

## Funções
Além de sua função estrutural, a N-acetilgalactosamina participa de processos de sinalização celular, servindo como molécula de reconhecimento para receptores específicos na superfície celular. Esses receptores mediam eventos como endocitose, adesão celular e respostas imunológicas, sendo a base para estratégias biomédicas de entrega seletiva de fármacos, especialmente direcionados a células do fígado, como os hepatócitos.
A N-acetilgalactosamina também desempenha papel importante em processos patológicos e imunológicos, pois sua presença em glicoconjugados pode influenciar a interação entre células normais e células do sistema imune, além de ser reconhecida por certos patógenos para aderência e invasão. Essa característica tem sido explorada em estudos para o desenvolvimento de vacinas e terapias contra infecções, bem como em pesquisas sobre doenças inflamatórias e câncer, onde alterações na expressão e na estrutura da N-acetilgalactosamina em glicoproteínas podem afetar a progressão e o prognóstico da doença.